# سانتا ماریا دل چدرو
سانتا ماریا دل چدرو (به ایتالیایی: Santa Maria del Cedro) یک کومونه در ایتالیا است که در استان کزنتزا واقع شده‌است. سانتا ماریا دل چدرو ۱۸ کیلومتر مربع مساحت و ۴٬۸۲۸ نفر جمعیت دارد.

## خواهرخوانده
شهر Dolní Benešov خواهرخواندهٔ سانتا ماریا دل چدرو هست.